# Hawaii, Oslo
Hawaii, Oslo é um filme de drama norueguês de 2004 dirigido e escrito por Erik Poppe e Harald Rosenløw Eeg. Foi selecionado como representante da Noruega à edição do Oscar 2005, organizada pela Academia de Artes e Ciências Cinematográficas.

## Elenco
- Trond Espen Seim - Vidar
- Jan Gunnar Røise - Leon
- Evy Kasseth Røsten - Åsa
- Stig Henrik Hoff - Frode
- Silje Torp Færavaag - Milla
- Robert Skjærstad - Viggo